# بابونه زرد
بابونه زرد (نام علمی: Cota tinctoria) (Anthemis tinctoria) نام یک گونه از سرده بابونه است.